# Русское кружево

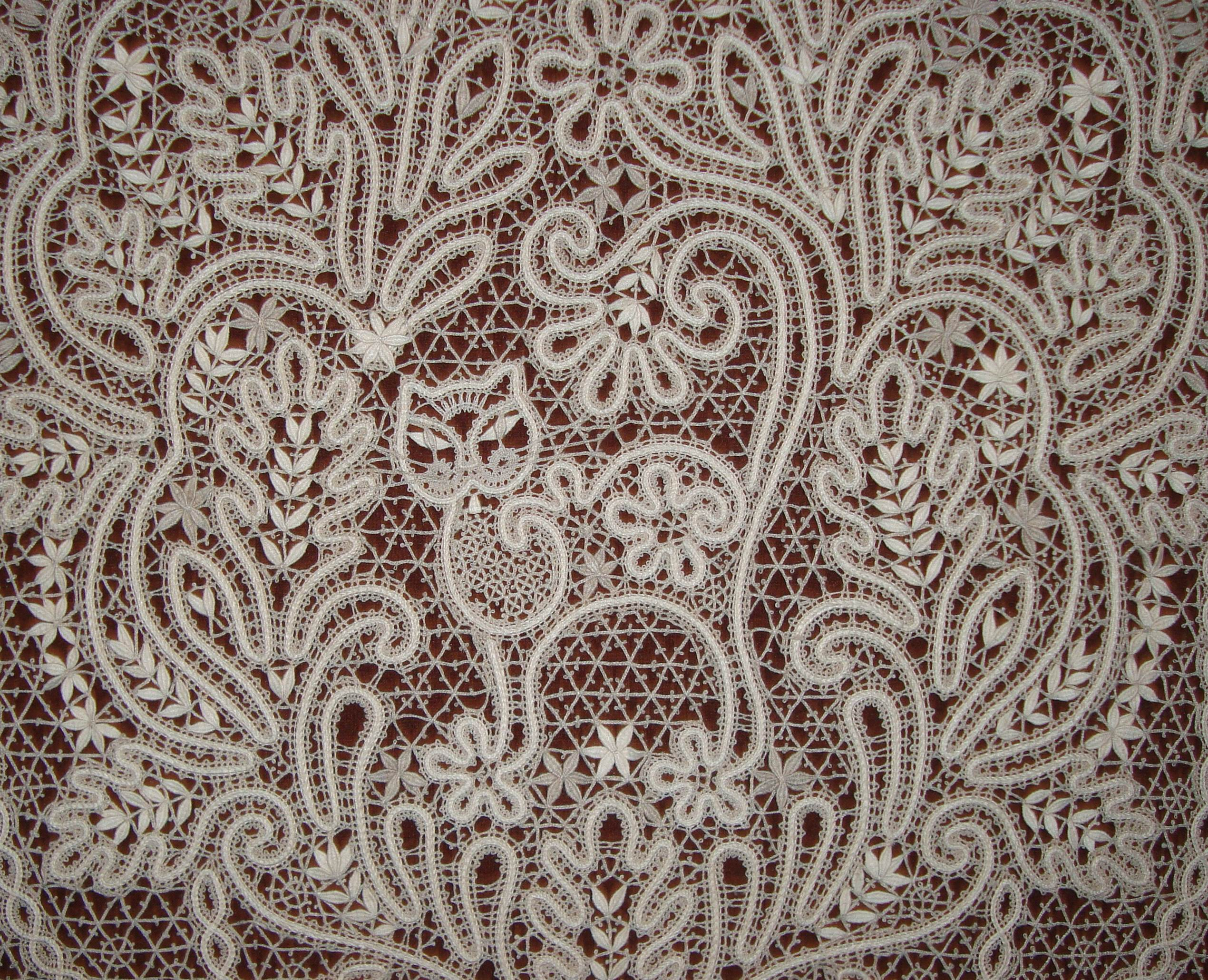
Фрагмент кружева «Лукоморье» по мотивам поэмы Александра Пушкина «Руслан и Людмила»

Ру́сское кру́жево — обобщённое название коклюшечного кружева, производимого в России.

## История
Первое упоминание о кружевах в России содержится в Ипатиевской летописи: летописец сообщает о событии, произошедшим в 1252 году, когда венгерский король встретился с князем Даниилом Галицким; летописец подробно описывает одежду князя, где упоминает, что он был одет в кожух, который был обшит золотыми плоскими кружевами.
В Древней Руси уже в XII веке славился «золотным шитьём» город Торжок, тогда находившийся в составе Тверского княжества.
В XVII—XVIII веках широкое распространение в России получило сложное изысканное кружевное шитьё. Узоры из серебра и золота на придворных парадных костюмах русской знати изумили британского посла Чарльза Хэнбери-Уильямса (1708—1759), посетившего Россию в 1755 году. Он оставил восхищённый отзыв об ослепительной роскоши и изобилия золотого и серебряного кружева в книге «О путешествии в Россию».

## Особенности
Лента делается на коклюшках одновременно с остальным кружевом, загибается сама на себя и соединяется с помощью вязального крючка. Техника такого плетения создана в России и подобные кружева, сделанные в других странах, также называются «русским кружевом».
Узоры классического русского кружева абстрактной формы. Узкие ленты или тропы следуют по лабиринтному пути через глубокие гребешки, чтобы снова сливаться и переходить в следующий.

## Виды
В России кружево создавалось на коклюшках тремя различными по технологии способами: численным, парным и сцепным. Для изготовления кружева необходимо оборудование: коклюшки, на которые наматывается нитка, валик или «подушка» и подставка. Для плетения сцепного кружева помимо традиционных булавок требуется также крючок. Чаще всего кружево плетётся по заранее созданному рисунку — сколку.

## Принадлежности, инструменты и материалы
Подушка — другие названия: «ва́лик», «куфты́рь», «бараба́н», «пу́га», «бу́бен», «куту́з», «куту́зик». Мешок из ткани в форме цилиндра, который ранее туго набивали соломой, сеном или древесными опилками. Современные мастерицы могут использовать в качестве набивки поролон, пенополиуретан, пенопласт.
Поверхность «подушки» должна быть максимально ровная, так как на ней крепится сколок — рисунок будущего изделия. Сверху надевают чистую наволочку, чтобы не загрязнялись кружева. Менять её нужно достаточно часто. Некоторые мастерицы
сверху «подушку» накрывают салфеткой, так называемой «покрывашкой», чтобы на изделие не ложилась пыль.
Подставка — приспособление, на которое укладывают «подушку». Часто её называют «ко́злами» или «пя́лами». Конструкция подставки может быть самой разной.
Коклюшки — инструмент плетения; небольшие цилиндрические деревянные палочки, на которые наматываются нитки. Вероятно, название получили потому, что во время работы издают звуки «кок-кок». У коклюшки в верхней части есть утолщение обычно в виде полусферической шляпки — «голо́вка», под «головкой» проточна́я утончённая часть, куда наматываются нитки — «ше́йка» и непрото́ченный более толстый «коне́ц» — его держат в руках.
Коклюшки изготавливают из таких материалов как моржовая и слоновая кость, древесина или пластмасса. Древесина яблони и клёна даёт гладкие и прочные коклюшки, на которых не образуются заусенцы. Коклюшки, изготовленные из сирени — самые звонкие. В разных местностях коклющки называют по-разному: «букляшки», «па́лочки», «клю́шки». Иногда их украшают художественной росписью.
Булавки — вспомогательные приспособления. В кружевоплетении используют булавки только с гладким шаровидным утолщением на верхнем конце. Ранее в качестве булавок использовали колючки боярышника, дикой груши. Со временем колючки были заменены металлическими булавками, из которых лучшими признавались сделанные из меди или латуни, так как они не ржавеют. В советское время промышленность не выпускала таких изделий, и имевшиеся в продаже булавки с петелькой на конце обмакивали в расплав олова, формируя головку.
Игла для накола, «наколюшка» — миниатюрное шильце перекалывания сколков на плотную бумагу. Это приспособление мастерицы делали сами, вбивая швейную иглу ушком в торец деревянной палочки.
Ско́лок — технический рисунок, по которому плетут кружева. Раньше сколки рисовали от руки, из-за чего каждое кружево имело собственный неповторимый узор. С развитием промысла появились художницы-мастерицы, которые специализируются только на создании сколков, которые затем выдают кружевницам.
Вязальный крючок — инструмент необходимый для плетения сцепного кружева. В технологии соединения отдельных частей или элементов узора крючком выполняют операцию «сцепка». Вязальный крючок также нужен для выполнения «паучка навивного». Наиболее часто в сцепном кружеве применяют крючки от № 0,6 до № 1,0[уточнить].
Нитки — материал из которого плетут кружева. Используются льняные, хлопчатобумажные, шерстяные, шёлковые, а также нитки из синтетических волокон. Толщина ниток, обозначаемая на упаковке номером, влияет на толщину кружева. В настоящее время[когда?] бо́льшую часть изделий плетут, используя нитки из полиэстера, которые прочны, хорошо держат форму, дают небольшую усадку и не деформируются во время стирки. Для штучных изделий по индивидуальному заказу кружева, как и ранее, плетут из натуральных материалов.

## Центры
В России существует несколько действующих кружевных центров, из них самые известные Вологодский (вологодское кружево), Елецкий (елецкое кружево), Вятский (Кировский), Михайловский, Белевский. Производство кружева сохранено и в бывших промысловых центрах Балахне и Кириши. Кружева каждой местности отличаются друг от друга стилистикой рисунка и сочетанием элементов кружева.

### Вологодское кружево
Появилось в Вологодской области, бывшей Вологодской губернии; промыслом там занимались кружевницы Кадниковского, Вологодского, Грязовецкого, Тотемского уездов.
Все основные изображения в сцепном вологодском кружеве выполняются плотной, непрерывной, одинаковой по ширине, плавно извивающейся полотняной тесьмой, («вилюшкой» называют бесконечно тянущуюся гибкую узкую ленту-полотнянку); они чётко вырисовываются на фоне узорных решёток, украшенных насновками в виде звёздочек и розеток.
Типичный материал для вологодских кружев — лён, отбелённый или суровый.
В XVII веке кружевницы осваивали методику плетения металлического кружева с использованием серебряных и золотых нитей, изготовленных из волочёной проволоки или из шёлковой нити-сердечника, обвитой металлической нитью.

### Елецкое кружево
Кружевной промысел в Ельце возник в середине XIX века. Вначале здесь начали изготавливать гарус (шнур для отделки солдатских мундиров), который выплетали из шерстяной нити на больших коклюшках. С изменением армейской формы спрос на гарус упал, и женщины перешли на плетение кружева. В Ельце преобладало парное кружево, самое простое.
Кружево отличается мягким контрастом мелкого узора (растительного и геометрического) и тонкого ажурного фона. Сначала рисунки для узоров доставлялись из-за границы, но со временем здесь появились свои художники.

### Мценское кружево
Во Мценске Орловской области плетение кружев существует с XVIII века. Мценское кружево начали плести в  в имениипомещицы Протасовой, когда она пригласила из Бельгии двух мастериц для обучения русских девочек плетению кружев. Постепенно ученицы приобрели свой стиль и стали создавать уникальные узоры. Мценскую продукцию поставляли даже в царскую семью, а также за границу.
Школа кружевниц работает во Мценске и сейчас. Срок обучения в школе — 3 года.

### Киришское (захожское) кружево
Захожское кружево типично для Киришского района Ленинградской области. Оно зародилось в начале XIX века в группе деревень, которую местное население называло Захожи, в Городищенской волости Новоладожского уезда Санкт-Петербургской губернии. С 1870 года кружево стало предметом сбыта, а кружевоплетение — промыслом. Захожское кружево продавали в Санкт-Петербурге, Новой Ладоге и Тихвине. В XX веке работы киришских кружевниц были представлены на всесоюзных выставках. Сегодня[когда?] в Киришском районе Ленинградской области продолжают обучать коклюшечному кружевоплетению.
Захожское кружево отличается плотностью плетения и своеобразием узоров. В 2016 году художественно-экспертным советом по народным ремеслам киришскому кружеву было присвоено звание «народный художественный промысел». В 2018 году киришское кружево стало самым узнаваемым брендом Ленинградской области. Работы кружевниц экспонируются в Государственном Русском музее и Киришском историко-краеведческом музее.

### Калязинское кружево
В Тверской губернии кружево производили в двух городах — Калязине и Торжке. В начале XIX века Калязин называли городом крахмала и кружев. Здесь работали десятки крахмальных заводов и сотни кружевниц.
Считается[кем?], что уже в конце XVIII века в Калязине стали плести кружево на продажу. Сначала производимые здесь кружева шли на украшения модных головных уборов. Калязинский тип сцепного кружева выработался к середине XIX века, выплетаемый для простыней и декоративных полотенец, с очень густым рисунком или свободно стоящими фигурами на массивном[каком?] фоне. Само полотенце[что?] обычно было из цветной шелковой ткани. Подобные нарядные полотенца представляли большую художественную ценность. Узор почти всегда повторяется: цветок-семилистник и птицы по его сторонам. Существовали также другие сцепные узоры.
Местные кружевницы изобрели множество своих собственных узоров, но среди них сохранилось лишь несколько, включая старорусский калязинский узор — сетчатый геометрический орнамент, представляющий собой косую клетку из цепочек скани с разными заполнениями.
В Калязине выплетали и тюлевое кружево с цветочными рисунками.

### Торжокское кружево
В Торжке кружевоплетение также появилось довольно рано, — c XVIII века.
В первой половине XIX века в Торжке появился тип многопарного кружева. Сохранились большие подзоры, концы полотенец, отдельные прошвы и края этого рода. Орнамент разнообразный: изобразительный и геометрический.

### Кружево Рязанской губернии
В Рязанской губернии различают рязанское, скопинское и михайловское кружево.

### Рязанское кружево
В изделиях кружевниц Рязани были распространены волнистые растительные мотивы. В начале XIX века они исполнялись цветными шелками с введением металлической нити. Помимо традиционных геометрических и растительных, в рязанском кружеве есть группа рисунков, близких к западноевропейским. Рязань — одно из главных мест производства лёгкого кружева в России.

### Михайловское кружево
В Михайлове в разное время использовались разные типы кружевного плетения: тонкое многопарное кружево «рязанского манера» и «травчатое», а также сцепное. Сцепная техника называлась «выкладывать вавилоны». Такими «вавилонами» обрисовывались деревья, кусты, птицы, звери, фантастические животные и другие постоянные мотивы.

### Скопинское кружево
Третьим центром местного изготовления кружева был город Скопин, где делали кружево из небелёного льна, шёлка-сырца без отбелки и из тонкой черной шерстяной пряжи.
В настоящее время здесь по-прежнему плетутся мерные тонкие сорта.

### Ярославское кружево
В Ярославской губернии славился рукоделиями Ростов Великий и Тутаев. Сначала кружевоплетением занимались послушницы в близлежащих монастырях и крепостные мастерицы. Кружевной промысел в Ростове не сложился, это было занятием отдельных кружевниц. В 1880 году в городе жило 14 кружевниц, позднее их число уменьшилось вдвое. Ростовское кружево исключительно льняное, из тонкой пряжи, как многопарное, так и сцепное.
На протяжении всего XIX столетия в Ростове в многопарном кружеве придерживаются сканых узоров с разнообразными фонами. В сцепном плетении ростовские мастерицы придумали свой собственный фон, который так и называется «ростовский крест». Его связки из парных плетешков с петельками образуют крестовидные фигурки, но часто в узких промежутках пользуются всего парой таких связок. Этот новый фон очень красив, и во второй половине XIX века его стали охотно употреблять во многих местах России.
Исключительно на заказ плели кружево ещё в одном городе бывшей Ярославской губернии — Романово-Борисоглебске (современный город Тутаев). Оно предназначалось для отделки постельных принадлежностей и исполнялось кусками по длине простыни, ширине полотенца и других предметов.

### Костромское кружево
В конце XVIII века в городе Галиче Костромской губернии уже сложился определенный тип с особыми, только здесь известными узорами и особой манерой исполнения. Материалами служили тонко спрядёный и слабобелёный лён, металлическая нить, шелка нескольких цветов, преимущественно кораллово красного, травянисто-зеленого и ярко-голубого. Галичское кружево предназначалось в основном для парадных декоративных полотенец из тонких фабричных тканей. Орнамент галичского кружева включает мало геометрических узоров, но зато много цветов, птиц, деревьев, двуглавых орлов.
Кружевоплетение Солигалича тоже никогда не было промыслом, а вместо цветочных узоров здесь преобладают геометрические. Белое льняное солигаличское кружево довольно однообразно по рисункам.

### Вятское кружево
Первый кружевной промысел в Вятской губернии возник во второй половине XIX века в Кукарской слободе. Жители Кукарки также занимались плетением кружева, причём изначально туда  попало кружево из Великого Устюга (вологодское), и местные мастерицы сперва воспроизвели его, а затем стали изобретать свои рисунки.
К концу XIX века кукарское кружевоплетение по объёму выпускаемой продукции обогнало даже вологодское. Кружевницы выплетали воротнички, галстуки, рукавчики, косынки, головные сетки, пелеринки, салфеточки, оплеты носовых платков, прошивки для постельного белья и другое. Плели из льняной и чёрной шелковой нити; последняя служила главным образом для головных косынок.
Кукарское кружево отличается обилием новых рисунков и новыми техническими приемами; в нём часто применяется пересечение полосы полотнянки. Она составляет настоящие цепи из петель такой завернутой полосы. Этим приемом заполняется фон, создаются венчики цветов или завершаются зубцы.
В 1893 году в Кукарке открылась школа кружевниц. Из этой школы вышло много мастериц, ставших затем педагогами в других местностях.
Уже в начале XX века кукарское кружево вывозилось в Англию, Голландию, Швейцарию, США.

### Тульское кружево
В Тульской губернии существовало два центра кружевоплетения — белевское и одоевское.
В городе Белеве для себя плели мерное («верховое») кружево специально для столового и постельного белья. Лишь со временем стали делать мелкие целые вещи: воротнички, оплеты носовых платков, иногда и предметы одежды.
В Одоевском уезде Тульской губернии кружево производили в имении Соковнина. Во второй половине XIX века в уезде сложился промысел. В самом городе Одоеве преобладало сцепное плетение. Городские плетеи брали за образец белевские узоры.

### Нижегородское кружево
В торговом и ремесленном городе Балахна в Нижегородской губернии кружевоплетением занималась половина женщин. В первой половине XIX века здесь уже сложился свой тип сцепного кружева. Мотивы узоров типичны: павы, орлы, цветущие деревья, но особенность в том, что их очертания чётки и изысканны. Отличалось балахнинское кружево и разнообразием в формах деревьев, цветов. У орлов ясно обозначены перья, выражен взмах крыла. В Балахне делали и геометрические узоры в виде цепей, ромбов, кругов или овалов, образованных сканью, с розетками и решетками внутри них. Подобные узоры свойственны и елецкому кружеву, но манера исполнения отличается[чем?].
Мастерицы Балахны выплетали шарфы, косынки, наколки на голову, оплеты носовых платков, воротники, части женских платьев, хотя основную долю составляло мерное кружево разных рисунков.
Промысел распространился по всему Балахнинскому уезду. Сейчас[когда?] в Балахне плетут лишь отдельные любительницы этого искусстваобозначены перья, выражен взмах крыла.

## Галерея

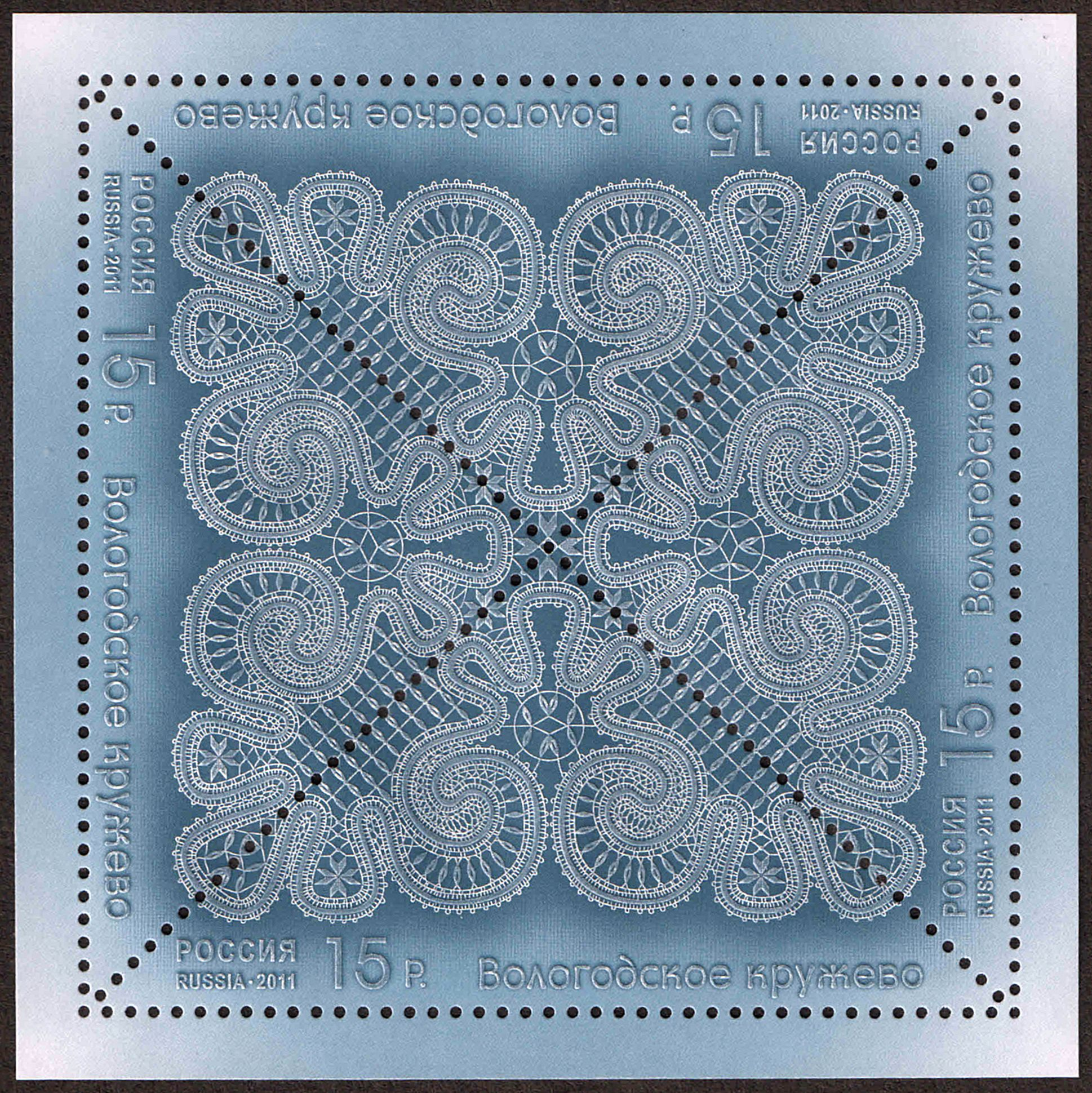
Блок российских почтовых марок с изображением вологодского кружева
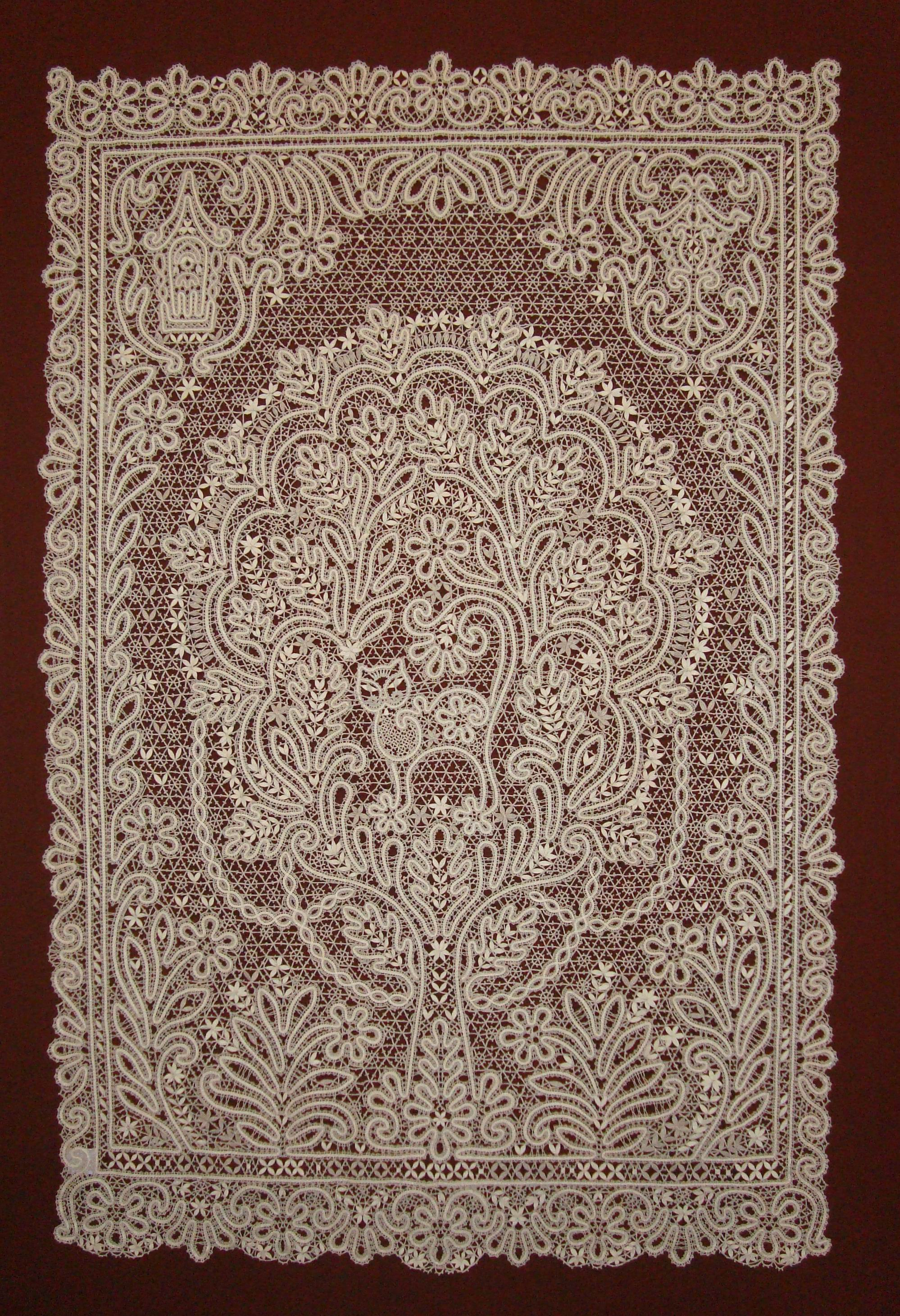
Вологодское кружево
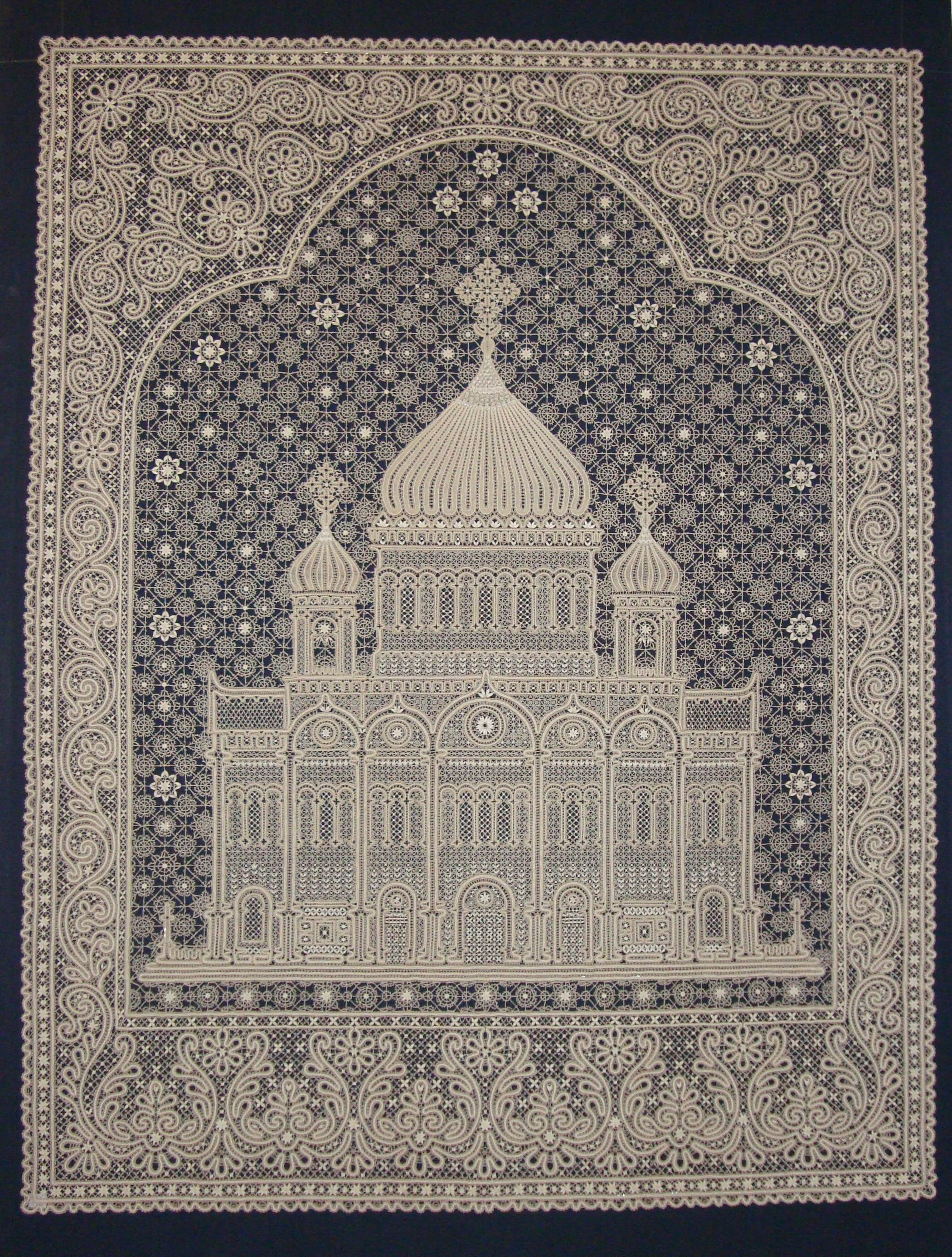
Вологодское кружево
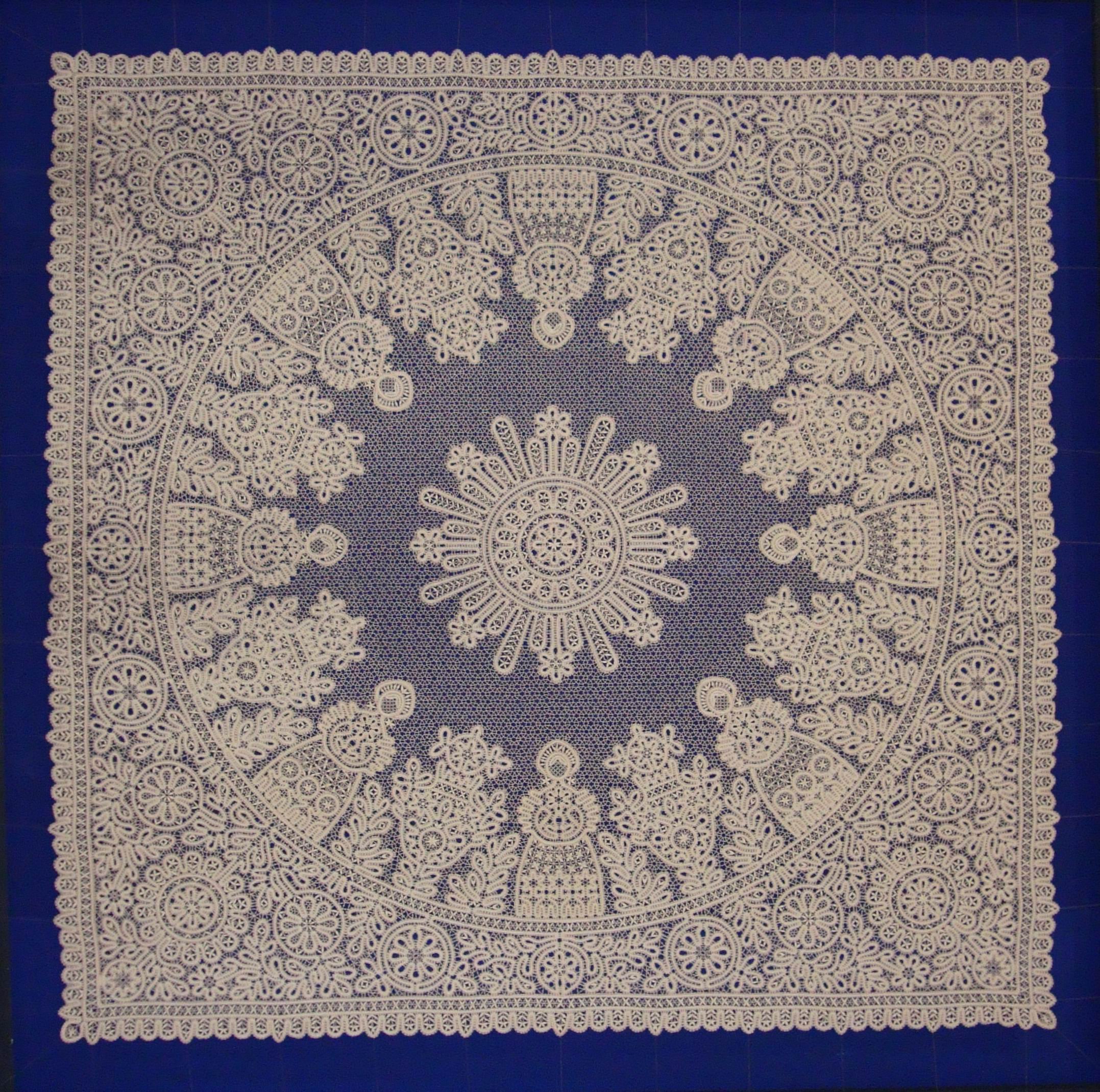
Вологодское кружево
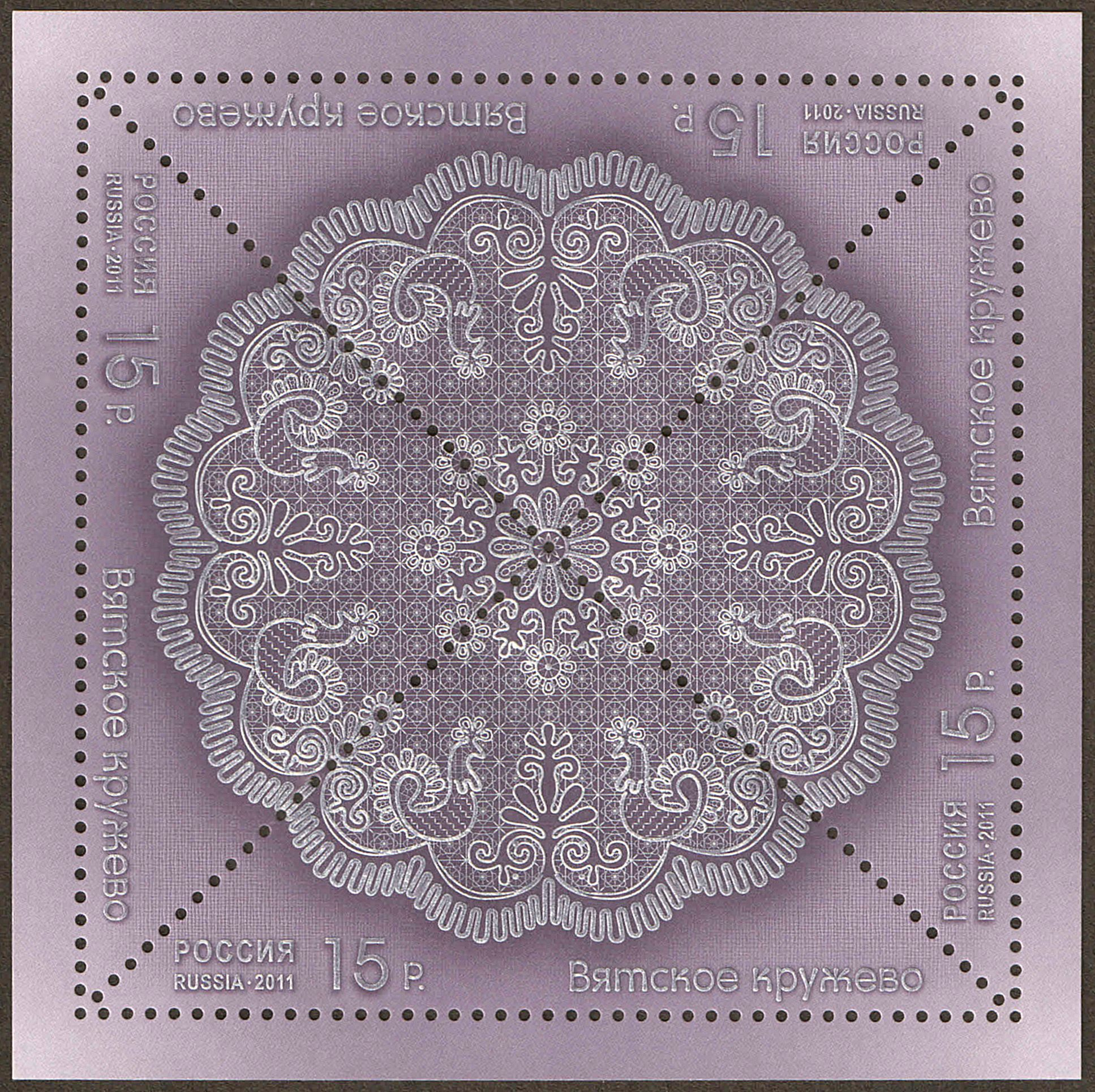
Блок российских почтовых марок с изображением вятского кружева
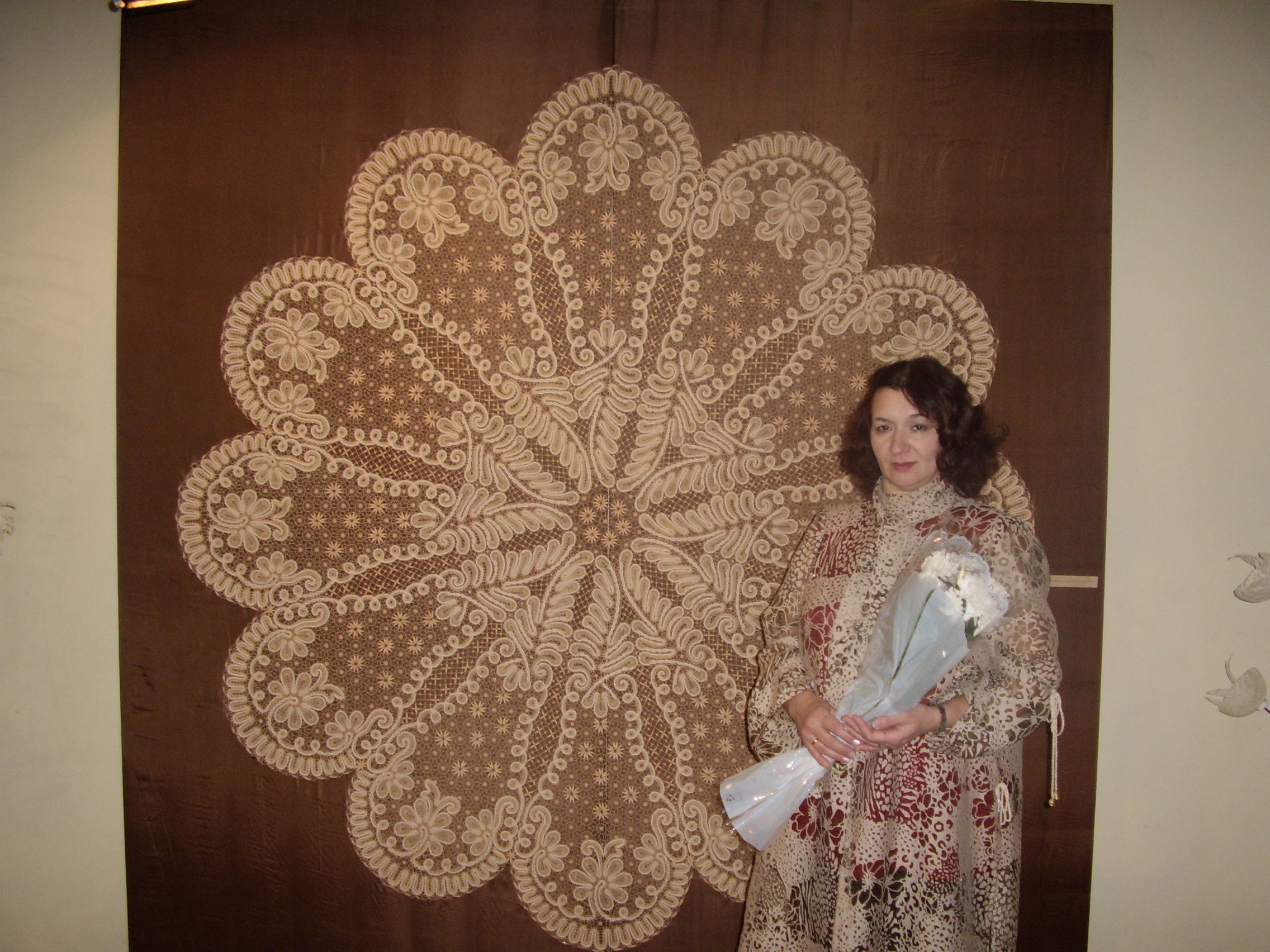
Вятское кружево
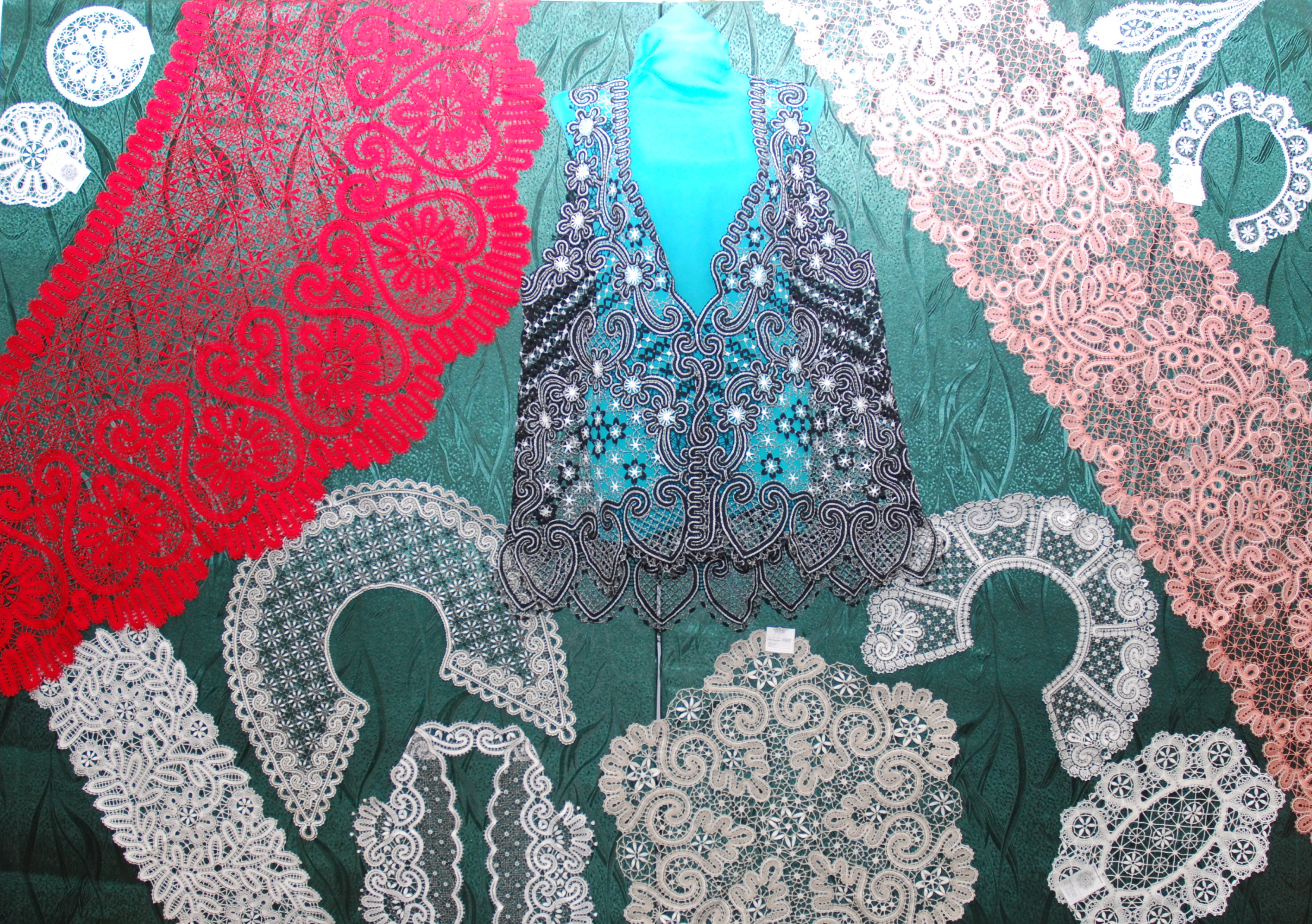
Кукарское кружево